# Добейся успеха: Всё за победу
«Добейся успеха: Всё за победу» (англ. Bring It On: In It To Win It) — американский комедийный фильм о молодежи, режиссером которого выступил Стив Раш, вышел на экраны в 2007 году. Главные роли исполнили Эшли Бенсон, Кэсси Скербо и Майкл Копон. Это четвертый фильм из серии «Добейся успеха», посвященный соревнованиям по чирлидингу. Съемки проходили в парке развлечений Universal Orlando Resort в Орландо, США. Премьера фильма состоялась 18 декабря 2007 года.
Фильм отличается от предыдущих частей отсутствием повторяющихся актеров или канонических отсылок. Единственным связующим звеном является режиссер Стив Раш, ранее работавший над фильмом «Добейся успеха 3: Всё или ничего». Тем не менее, стилистические элементы напоминают предыдущие части: сюжет начинается с хореографического номера, оказавшегося сном главного героя, а финальные титры сопровождаются кадрами с танцующими актерами.

## Сюжет
Группа поддержки «Акулы» под руководством Карсон отправляется в лагерь «Spirit-Thunder», где им предстоит встретиться со своими заклятыми соперниками — группой поддержки «Ракеты» под руководством Брук. Названия команд являются отсылкой к сериалу «Вестсайдская история». Обе команды считаются лучшими на своих побережьях, однако последние побеждали «Акул» на ежегодном чемпионате лагеря поддержки уже три года подряд.
В первый день пребывания в лагере Карсон знакомится с членом противоположной команды, Пенном, и быстро находит с ним общий язык. Они обмениваются номерами телефонов, не зная, что оба носят одно и то же имя и принадлежат к разным группам. Узнав правду, Карсон отстраняется от Пенна, несмотря на симпатию к нему. Пенн также испытывает чувства к Карсон, но остается верен своей команде.
Во время традиционного ритуала «Spirit-Thunder» члены группы «Акулы» получают «Спирит Палочку» — символический объект, который они обязаны защищать. Карсон берет на себя ответственность за охрану палочки, но забывает о своем обещании, отправившись на свидание с Пенном. Во время прогулки по парку развлечений Penns признается Карсон в своей тайне: он собрал деньги на поездку в лагерь, чтобы скрыть от отца свое участие в чирлидинге.
Вернувшись в лагерь, друзья Карсон обнаруживают пропажу Карсон и «Спирит Палочки». Найдя Карсон танцующей с Пенном, они обвиняют «Ракеты» в краже палочки. Карсон раскрывает секрет Пенна перед всеми, вызывая недовольство среди «Акул», так как потеря палочки считается плохим предзнаменованием.
Чтобы исправить ситуацию, «Акулы» проводят церемонию примирения, которую прерывает появление «Ракеты». Команды вступают в конфликт («чир-рамбл»), напоминающий сцену из «Вестсайдской истории». После вмешательства властей обе команды покидают лагерь, так как у каждой недостаточно участников для продолжения соревнований. Перед отъездом Карсон предлагает объединить усилия и создать новую команду «Шеты Восточно-Западного побережья».
Объединившись, команды разрабатывают новый танец, вдохновленный аттракционом «Двойной дракон». На соревнованиях новая команда демонстрирует блестящее выступление и одерживает победу. Финальные сцены показывают актеров, танцующих в разных уголках мира, а певица Эшли Тисдейл исполняет песню «He Said She Said». В финале выясняется, что виновником кражи была команда лагеря «Victory».

## В ролях
| Актёр              | Роль            |
| ------------------ | --------------- |
| Эшли Бенсон        | Карсон          |
| Кэсси Сербо        | Брук            |
| Дженнифер Тисдейл  | Челси           |
| Майкл Копон        | Пэнн            |
| Энниз Тэйлор Дэнди | Аиша            |
| Кирстен Коппел     | Сара            |
| Ноэль Арейзага     | Рубен           |
| Адам Верньер       | Вэнс Вурхиз     |
| Диза Глэйз         | Пэппер Дрисколл |

## Саундтрек
- «He Said She Said» — Ashley Tisdale
- «Spin The World» — Transcenders featuring Tracey Amos
- «It’s On» — Superchick
- «Stand Up for Rock n' Roll» — Airbourne
- «Sangria» — I.Q.
- «Ride» — Diana Page
- «Red Hot» — Maslin Vice
- «Conga» — Gloria Estefan
- «Swaggeriffic» — Verbz
- «Get Me Bodied (Extended Mix)» — Beyoncé
- «Ay Chico (Lengua Afuera)» — Pitbull (rapper)
- «Never Stop» — Hilary Duff
- «Red Sky Misery Song» — Radial Bliss
- «Butterball» — Lauren Mayhew
- «Don’t you Think I’m Hot» — Jennifer Tisdale
- «'Boom Ba Boom» — Sean Van Der Wilt
- «Be Good To Me» — Ashley Tisdale
- «Return to Terrordome» — Easy D & O.C.
- «Division / ÷» — Aly & AJ
- «Together like 1,2,3» — Latin Soul Syndicate
- «Shake Your Boomkey» — Noel Cohen
- «Coming For You» — JoJo
- «Find Yourself In You» — Everlife
- «Whatever it takes» — Samantha Ray
- «Get Up (Heelside Mix)» — Superchick
- «Just Us» — Transcenders Meets Aaron B.
- «Like That» — Transcenders Meets Aaron B.
- Cheer TV Theme — Tony DiMaio
- Hawaiian Tiki Music — Jeremy Sweet and Michael Whittaker
- «Get Grown» — Transcenders
- «I’m That Chick» — Jada

## Восприятие
Фильм «Добейся успеха: Всё за победу» (2007) часто называют одним из наиболее успешных сиквелов франшизы, хотя и не лучшим. На сайте Rotten Tomatoes присутствуют лишь три негативных отзыва критиков. На платформе Vudu Movies публикуются рекомендации для родителей, предупреждая о чрезмерной стереотипизации образа чирлидинга, наличии умеренного количества сцен сексуального характера, насилия, употребления наркотиков и ненормативной лексики, а также присутствии фразы «Обожаю запах лака для волос по утрам». Фильм рекомендован зрителям старше 12 лет.
Movieweb.com выделяет особенность сюжета, отличающегося от предыдущих частей и напоминающего события из мюзикла «Вестсайдская история». Сайт подчеркивает, что этот фильм нельзя назвать откровенно неудачным, в отличие от ряда других сиквелов.
Рейтинговая платформа Collider размещает фильм выше двух других удачных сиквелов (третий фильм и пятый) и ниже первой части франшизы. При этом отмечается высокая оценка зрителей (70%) и значительное число поклонников.
На сайте MovieWeb фильм находится на третьем месте среди всех фильмов серии, что свидетельствует о среднем положении в общем списке.
Ресурс ItsAStampede! ссылается на рейтинг IMDb, согласно которому фильм набрал 5.2 балла из 10, уступив первому фильму (6.0 баллов) и третьему (5.6 балла). Таким образом, картина располагается примерно посередине общего списка.